# Belegost
Belegost je textová hra pro počítače Sinclair ZX Spectrum a kompatibilní (např. Didaktik). Jedná se o program českého původu, jejími autory je programátorská skupina Golden Triangle. Hra vznikla v roce 1989.
Jedná se o hru na motivy románů J. R. R. Tolkiena. Hra je pojmenována podle jednoho z podzemních měst trpaslíků, ve které se hra odehrává. Město bylo vypleněno skřety a ve městě zůstal kámen Alqualamír. Úkolem hráče je tento kámen najít a z města uniknout.
Hra byla později v anglické verzi vytvořena i pro operační systém NeXTSTEP a pro počítače Psion. V roce 2010 vznikla verze pro telefon Apple iPhone.